# کتاب‌شناسی محمد باقر
کتاب‌شناسی برای محمد باقر (۵۷–۱۱۴ه‍.ق)، پنجمین امام شیعیان دوازده امامی بعد از پدرش علی بن حسین و پیش از پسرش جعفر صادق می‌باشد. محمد باقر، در شهر مدینه متولد و در همان‌جا از دنیا رفت. وی، موضوع بسیاری از کتاب‌های تألیف شده می‌باشد؛ این کتاب‌ها در حوزه‌های مختلف هر کدام با سبکی خاص به: زندگی‌نامه، وقایع زندگی، گفتارها و کردارها، ادبیات، هنر، کتاب‌شناسی و… پرداخته‌اند.

## آثار منسوب به وی
- «تفسیر الباقر»
- «المناسک»

## کتب فارسی

### زندگی‌نامه
- «حضرت امام محمد باقر (ع)»؛ سید مهدی آیت‌اللهی
- «وفاة الامام محمدالباقرعلیه السلام»؛ شیخ حسین بن شیخ محمد درازی بحرانی
- «الامام الخامس الامام محمدبن علی الباقرعلیه السلام»؛ گروه نویسندگان، مترجم: محمد عبدالمنعم خاقانی
- «بر امام سجاد (ع) و امام باقر (ع) چه گذشت؟»؛ سید محمد حسن موسوی کاشانی
- «ع‍ج‍ای‍ب و م‍ع‍ج‍زات ش‍گ‍ف‍ت‌ان‍گ‍ی‍زی از ام‍ام ب‍اق‍ر ع‍ل‍ی‍ه‌ال‍س‍لام»؛ واح‍د ت‍ح‍ق‍ی‍ق‍ات‍ی گ‍ل ن‍رگ‍س (ع‍ج)
- «زن‍دگ‍ان‍ی ح‍ض‍رت ام‍ام م‍ح‍م‍دب‍اق‍ر ع‍ل‍ی‍ه‌ال‍س‍لام: گ‍زی‍ده‌ای از م‍ن‍ت‍ه‍ی الام‍ال م‍ح‍دث ق‍م‍ی (رحمت‌الله علیه)»؛ رض‍ا اس‍ت‍ادی
- «زن‍دگ‍ی ام‍ام م‍ح‍م‍دب‍اق‍ر ع‍ل‍ی‍ه‌ال‍س‍لام: ش‍ک‍اف‍ن‍ده ع‍ل‍وم و م‍ع‍ارف»؛ عبدالرحیم ع‍ق‍ی‍ق‍ی ب‍خ‍ش‍ای‍ش‍ی
- «س‍ت‍اره غ‍رب‍ت: م‍ح‍م‍دب‍ن ع‍ل‍ی (علیه السلام) ت‍ن‍ه‍ا س‍ت‍اره ام‍ام‍ت ک‍ه در ک‍ودک‍ی در ع‍اش‍ورا درخ‍ش‍ی‍د»؛ م‍ح‍ب‍وب‍ه زارع
- «داس‍ت‍ان‌ه‍ای‍ی از زن‍دگ‍ی ام‍ام م‍ح‍م‍دب‍اق‍ر، ام‍ام ج‍ع‍ف‍رص‍ادق و ام‍ام م‍وس‍ی ک‍اظم ع‍ل‍ی‍ه‍م‌ال‍س‍لام»؛ م‍ه‍دی م‍ح‍دث‍ی
- «داس‍ت‍ان‍ه‍ای ام‍ام س‍ج‍اد ع‍ل‍ی‍ه‌ال‍س‍لام و ص‍ادق‍ی‍ن ع‍ل‍ی‍ه‍م‍ا ال‍س‍لام ب‍رگ‍رف‍ت‍ه از ب‍ح‍ارالان‍وار»؛ ج‍ع‍ف‍ر ح‍س‍ی‍ن‍ی
- «ت‍رج‍م‍ه الام‍ام زی‍ن‌ال‍ع‍اب‍دی‍ن ع‍ل‍ی ب‍ن ال‍ح‍س‍ی‍ن ع‍ل‍ی‍ه‌ال‍س‍لام وی‍ل‍ه‍ا ت‍رج‍م‍ة اب‍ن‍ه الإم‍ام م‍ح‍م‍د ال‍ب‍اق‍ر ع‍ل‍ی‍ه‌ال‍س‍لام م‍ن ت‍اری‍خ م‍دی‍ن‍ة دم‍ش‍ق»؛ اب‍ن ع‍س‍اک‍ر، ت‍ح‍ق‍ی‍ق م‍ح‍م‍دب‍اق‍ر ال‍م‍ح‍م‍ودی
- «الامام محمدالباقر علیه‌السلام»؛ سیدمهدی آیت‌اللهی، ترجمه کمال السید.
- «تاریخ زندگی امام محمد باقر (علیه السلام)»؛ عطیه صادق‌کوهستانی
- «کودک آزاده: امام محمدباقر علیه السلام»؛ ابوالفضل هادی‌منش
- «چرا او را باقر نامیدند؟»؛ ابوالفضل هادی‌منش
- «امام محمد باقر (ع): برگرفته از کتاب شریف منتهی‌الآمال، عباس قمی»؛ برهان صادق
- «زندگانی امام محمدباقر (ع)»؛ منصور کریمیان
- «ت‍اری‍خ اس‍لام در ع‍ص‍ر ام‍ام‍ت ام‍ام س‍ج‍اد و ام‍ام ب‍اق‍ر ع‍ل‍ی‍ه‍م‍ا ال‍س‍لام»؛ پ‍ژوه‍ش‍ک‍ده ت‍ح‍ق‍ی‍ق‍ات اس‍لام‍ی ن‍م‍ان‍ی‍دگ‍ی ول‍ی ف‍ق‍ی‍ه در س‍پ‍اه
- «حیات پاکان؛ داستان‌هایی از زندگی امام محمد باقر (ع)، امام جعفر صادق (ع) و امام موسی کاظم (ع)»؛ مهدی محدثی
- «باران و کویر: نگاهی نو به زندگی و زمانه امام باقر (ع)»؛ کمال سید، مترجم: حسین سیدی‌ساروی
- «باقر تورات: شرح حال و زندگانی امام باقر علیه‌السلام»؛ علی‌رضا اسدالهی‌فرد
- «امام محمدباقر علیه‌السلام کی مختصر سوانح حیات»؛ مهدی حسن‌بهشتی
- «مردی که اسرار سرزمین‌ها را می‌دانست؛ زندگینامه امام محمدباقر (ع)»؛ محمود پوروهاب
- «زلال معرفت، پژوهشی در زندگانی امام محمدباقر (ع)»؛ محمدباقر طاهری
- «حماسه تاریخی مشهد اردهال؛ شرح تحلیلی از زندگانی علی بن امام محمد باقر (ع)»؛ مجید زجاجی مجرد
- «حماسه ساز اردهال، شرح هجرت و شهادت حضرت سلطان علی بن امام محمدباقر (ع)»؛ سیداسماعیل حسینی، علیرضا مهرابی‌بیان
- «باقر تورات؛ شرح حال و زندگانی امام باقر (ع)»؛ علیرضا اسداللهی فرد
- «امام باقر (ع)؛ جلوه امامت در افق دانش»؛ احمد ترابی

### احادیث و تعالیم
- «راوی‍ان م‍ش‍ت‍رک ف‍ری‍ق‍ی‍ن از ام‍ام م‍ح‍م‍دب‍اق‍ر ع‍ل‍ی‍ه‌ال‍س‍لام»؛ م‍رک‍ز م‍طال‍ع‍ات و ت‍ح‍ق‍ی‍ق‍ات اس‍لام‍ی واب‍س‍ت‍ه ب‍ه دف‍ت‍ر ت‍ب‍ل‍ی‍غ‍ات ح‍وزه ع‍ل‍م‍ی‍ه‍. ق‍م واح‍د ت‍اری‍خ و س‍ی‍ره اه‍ل ب‍ی‍ت (علیه السلام)
- «مسند الامام الباقر (ع)»؛ عزیزالله عطاردی
- «چ‍ه‍ل ح‍دی‍ث: گ‍ه‍ره‍ای ب‍اق‍ری ع‍ل‍ی‍ه‌ال‍س‍لام»؛ م‍ح‍م‍ود م‍ه‍دی‌پ‍ور
- «شرح سخنان حضرت باقر العلوم (ع) در سیر و سلوک و معرفت نفس»؛ سید یداللّه برقعی
- «ف‍ره‍ن‍گ و آداب ک‍ار در ک‍لام ام‍ام م‍ح‍م‍دب‍اق‍ر ع‍ل‍ی‍ه‌ال‍س‍لام»؛ م‍وس‍س‍ه پ‍ژوه‍ش‍ی ع‍ل‍م‍ی ف‍ره‍ن‍گ‍ی طل‍ی‍ع‍ه م‍ن‍طق
- «در م‍ک‍ت‍ب ف‍ج‍ر دان‍ش‌ه‍ا ام‍ام م‍ح‍م‍د ب‍اق‍ر ع‍ل‍ی‍ه ال‍س‍لام»؛ ع‍ل‍ی ق‍ائ‍م‍ی
- «امام محمد باقر علیه‌السلام سرچشمه دانش»؛ عبدالکریم پاک‌نیا
- «وصایاالصادقین (علیهما والسلام): دراسة وتحلیل لوصایا الامامین الباقر و الصادق علیهماالسلام»؛ محمود شریعت‌زاده‌خراسانی
- «منشور نینوا؛ شرح و تفسیری بر زیارت عاشورا ره‌آوردی از امام باقرالعلوم (ع)»؛ مجید حیدری‌فر
- «پندهای فاخر از امام محمد باقر علیه‌السلام: مجموعه‌ای از دروس عمومی مدرسه اباصالح و ابافاضل»؛ علی رجایی
- «مدرسه امام باقر علیه‌السلام»؛ مهدی غلامعلی
- «پرسش و پاسخ (در محضر امام محمد باقر علیه السلام)»؛ علیرضا زکی‌زاده‌رنانی
- «طب امام باقر (علیه السلام)»؛ حسین ربانی
- «طب‌الباقر علیه‌السلام: درمان بیماری‌ها در در کلام امام باقر علیه‌السلام، امام موسی کاظم (ع) و امام حسن عسکری (ع)»؛ محمدجواد واعظی
- «بر شانه‌های دانایی: امام باقر علیه السلام»؛ علی کمساری
- «پیام معصومین (علیهم السلام) به انسان‌ها و انسانیت‌ها: امام باقر (علیه السلام)»؛ سیدمحمدصادق حیدری
- «امام باقر محمدبن‌علی علیه‌السلام در یک نگاه همراه با چهل حدیث باقری»؛ محمدحسین مجاهد
- «پرسش‌های مردم و پاسخ‌های امام باقر (علیه السلام)»؛ احمد قاضی زاهدی‌گلپایگانی، ترجمه: محمدحسین رحیمیان
- «چهل گل از گلستان شکافنده علوم امام محمد باقر (علیه السلام)»؛ محسن ماجراجو
- «پرسش‌های مردم و پاسخ‌های امام باقر (ع)»؛ احمد قاضی زاهدی، ترجمه: محمدحسین رحیمیان
- «صحیفه امام باقر علیه السلام»؛ جواد قیومی اصفهانی
- «دیدار و گفتگوی صمیمانه با فجر دانش‌ها حضرت امام محمدباقر (ع)»؛ مصطفی نیلی‌پور

### سیره و سنت
- «امام محمد باقر علیه السلام»؛ امید امیدوار
- «داستانهایی از زندگانی امام باقر علیه‌السلام»؛ فرزانه حیدری
- «حضرت امام محمد باقر علیه‌السلام»؛ لطیف راشدی، محمدرضا راشدی
- «امام محمد باقرعلیه السلام»؛ میرابوالفتح دعوتی
- «پیشوای پنجم حضرت امام محمد باقرعلیه السلام»؛ گروه نویسندگان
- «ج‌لد نوزدهم: عوالم العلوم و المعارف و الاحوال من الآیات و الاخبار و الاقوال»؛ مولی عبدالله‌بن نورالله‌بحرانی اصفهانی
- «شکافنده علوم امام محمد باقر (ع): زندگانی امام محمد باقر علیه‌السلام»؛ محسن ماجراجو
- «س‍ات‍وان م‍ع‍ص‍وم: ح‍ض‍رت ام‍ام م‍ح‍م‍دب‍اق‍ر ع‍ل‍ی‍ه‌ال‍س‍لام»؛ م‍ه‍دی آی‍ت‌ال‍ل‍ه‍ی، ت‍رج‍م‍ه: م‍ح‍م‍داف‍ض‍ل ح‍ی‍دری، ن‍ث‍ار اح‍م‍د، ع‍ل‍ی‌ح‍ی‍در ق‍اض‍ی
- «الامام محمدالباقر علیه السلام»؛ گروه نویسندگان
- «ک‍رام‍ات و م‍ق‍ام‍ات ع‍رف‍ان‍ی ام‍ام م‍ح‍م‍دب‍اق‍ر (علیه السلام)»؛ ع‍ل‍ی ح‍س‍ی‍ن‍ی‌ق‍م‍ی
- «داستان‌هایی از اخلاق و رفتار امام محمدباقر علیه‌السلام»؛ علی میرخلف‌زاده
- «محمد بن علی (باقر) علیه السلام»؛ فاطمه بختیاری، زهرا یعقوبی
- «م‍رده‌ای ک‍ه زن‍ده ش‍د: داس‍ت‍ان‍ه‍ای‍ی از زن‍دگ‍ی ام‍ام م‍ح‍م‍دب‍اق‍ر (علیه السلام)»؛ م‍ح‍م‍ود پ‍وروه‍اب
- «امام محمدباقر علیه‌السلام: کار و کوشش»؛ غلامرضا آبروی
- «عجایب و معجزات شگفت‌انگیزی از امام باقر (ع)؛ اثبات حقانیت مذهب تشیع»؛ واحد تحقیقاتی گل نرگس (عج)
- «نامهٔ عجیب امام باقر (ع)»؛ ابوالفضل هادی‌منش
- «امام باقر (علیه السلام)»؛ علی روح‌بخش
- «امام باقر (علیه السلام)»؛ نجمه‌سادات هاشمی
- «آشنایی با سیره و زندگانی امام محمد باقر علیه‌السلام»؛ عباس حیدرزاد.
- «همراه با امام باقر علیه السلام»؛ امید سمامی
- «بارانی از مهر (داستان‌هایی از زندگانی امام محمد باقر)»؛ مجید محبوبی
- «کرامات حضرت سجاد و امام باقر و امام جعفرصادق علیهم‌السلام»؛ علی ابراهیمی، طاهره ابراهیمی
- «نخستین اندیشه‌های شیعی تعالیم امام محمدباقر (ع)»؛ ارزینا لالانی، ترجمه فریدون بدره‌ای
- «امام محمدباقر علیه‌السلام»؛ ابوالفضل هادی‌منش
- «امام باقر (ع) از دیدگاه اهل سنت»؛ رمضان قوامی دربندی، مرضیه علاقه‌مند
- «سرچشمه‌های نور: فرازهایی از زندگانی امام باقر علیه‌السلام»؛ گ‍روه م‍ح‍ق‍ق‍ی‍ن م‍وس‍س‍ه‌ال‍ب‍لاغ، مترجم: محمود شریفی، مسلم صاحبی
- «من امام باقر علیه السلام را دوست دارم»؛ غلامرضا حیدری‌ابهری
- «میراث‌دار رسول: برگزیده‌ای از سیرهٔ امام باقر علیه‌السلام»؛ ابوالفضل هادی‌منش
- «داستان زندگی امام محمدباقر (ع)»؛ امیرمهدی مرادحاصل، رضا شیرازی
- «داستان‌هایی از اخلاق و رفتار امام محمدباقر (ع)»؛ علی میرخلف زاده
- «زندگانی حضرت امام محمدباقر (ع)»؛ حمیدرضا کفاش
- «زندگانی چهارده معصوم، امام محمدباقر (ع)»؛ علی نوری
- «معجزات امام محمد باقر علیه السلام»؛ حبیب‌الله اکبرپور
- «امام باقر (ع) الگوی زندگی»؛ حبیب‌الله احمدی
- «زیارتنامه حضرت علی ابن امام محمد باقر (ع) به انضمام زیارت عاشورا و شرح مختصری از زندگینامه»؛ سیدحسین عابدینی اردهالی
- «عالم‌ترین پدر دنیا؛ امام باقر (ع)»؛ علی عباسی
- «شکافنده علم؛ امام محمدباقر (ع)»؛ سعید قانعی

### ادبیات و هنر
- «حضرت محمدبن‌علی (باقر) سلام الله علیه»؛ مهدی وحیدی‌صدر
- «نغمه باران: امام محمد باقر علیه‌السلام»؛ مهدی وحیدی‌صدر
- «امام پنجم حضرت امام محمد باقر علیه‌السلام»؛ حسین موسوی پاکزاد
- «امام باقر (ع) در کربلا»؛ محمد کامرانی اقدام
- «بهترین حضور؛ حضرت امام باقر علیه السلام»؛ مهدی وحیدی صدر

## کتب عربی
- «الإمام الباقر و أثره فی التفسیر»؛ حکمت عبید الخفاجی
- «الام‍ام زی‍ن‌ال‍ع‍اب‍دی‍ن ع‍ل‍ی ب‍ن ال‍ح‍س‍ی‍ن ع‍ل‍ی‍ه‌ال‍س‍لام وی‍ل‍ه‍ا ت‍رج‍م‍ة اب‍ن‍ه الإم‍ام م‍ح‍م‍د ال‍ب‍اق‍ر ع‍ل‍ی‍ه‌ال‍س‍لام م‍ن ت‍اری‍خ م‍دی‍ن‍ة دم‍ش‍ق»؛ اب‍ن ع‍س‍اک‍ر
- «الامام الباقر علیه السلام، قدوه و اسوه»؛ سید محمدتقی مدرسی
- «الامام الباقر علیه السلام»؛ کمال السید
- «اعلام الهدایة الامام محمد بن علی الباقر علیهما السلام»؛ لجنة التألیف
- «جزاآ اعداآالامام الباقر علیه السلام فی دارالدنیا»؛ هاشم موسوی جزایری
- «المجالس السنیة فی مناقب و مصائب العترة النبویة (علیهم السلام) (الامام الباقر)»؛ محسن امین
- «الفصول المهمه فی معرفه الائمه (الامام الباقر) (علیهم السلام)»؛ ابن صباغ مالکی
- «الصحیفة الباقریة الجامعة»؛ محمدباقر موحدی ابطحی
- «سیرة الائمه اثنی عشر علیهم السلام (الباقر علیه السلام)»؛ هاشم معروف الحسنی
- «سیرة الأئمة (الامام الباقر) (علیهم السلام) بأسلوب قصصی میسر»؛ محمد رضا عباس الدباغ
- «الامام محمدالباقر (علیه السلام)»؛ لجنه‌التحریر
- «المعصوم‌السابع‌الامام‌الباقر علیه‌السلام»؛ مهدی‌زین‌العابدین الحسینی‌اللجوردی

## سایر زبان‌ها
- «The Life of Imam Mohammed al-Baqir"; Baqir Sharif al-Qarashi
- «İMAM MƏHƏMMƏD BAQİR ƏLEYHİSSƏLAMIN HƏYATI»؛ مهدی پیشوایی (Mehdi Pişvayi)